# Залозецкая поселковая община
Залозецкая поселковая община (укр. Залозецька селищна громада) — территориальная община в Тернопольском районе Тернопольской области Украины.
Административный центр — посёлок Залозцы.
Население составляет 12596 человек. Площадь — 247,2 км².
В соответствии с распоряжением Кабинета Министров Украины от 12 июня 2020 года, в состав общины вошла территория Залозецкого поселкового совета, а также Белоголовского, Гае-Ростокского, Гае-за-Рудовского, Загорьенского, Мильновского, Панасовского, Ратыщевского, Реневского, Серетецкого, Тростянецкого и Чистопадовского сельских советов упразднённого Зборовского района.

## Населённые пункты
В состав общины входят 1 посёлок и 17 сёл:
- Залозцы
- Белоголовский старостинский округ:
  - Белоголовы
  - Нетерпинцы
- Гае-за-Рудянский старостинский округ:
  - Гаи-за-Рудою
- Гае-Ростоцкий старостинский округ:
  - Гаи-Ростоцкие
- Загорьенский старостинский округ:
  - Загорье
- Мильновский старостинский округ:
  - Блих
  - Мильно
- Панасовский старостинский округ:
  - Панасовка
  - Чёрный Лес
- Серетецкий старостинский округ:
  - Подберезцы
  - Серетец
- Ратыщевский старостинский округ:
  - Песчаное
  - Ратыщи
- Реневский старостинский округ:
  - Ренев
- Тростянецкий старостинский округ:
  - Белокриница
  - Тростянец
- Чистопадовский старостинский округ:
  - Чистопады